# 井佐英徳
井佐 英徳（いさ ひでのり、1976年7月30日 - ） は、新潟県小千谷市出身のバイアスロン選手。新潟県立小千谷西高等学校電子科を卒業後、陸上自衛隊第2普通科連隊を経て、現在は冬季戦技教育隊所属（階級は2等陸尉）。2002年ソルトレークシティオリンピックより冬季オリンピック4大会連続男子バイアスロン日本代表。

## プロフィール
高校卒業後に入隊した高田駐屯地でバイアスロンに出会い、その後本格的に競技を行うため冬戦教に入隊した。
2002年、初めてのオリンピックとなったソルトレイクシティオリンピックでは男子10キロ62位、男子20キロ44位の成績を残した。また男子リレー4×7.5キロに2番手として出場し、日本代表は1時間29分04秒4の記録で13位となった。
2006年トリノオリンピックでは、男子10キロ40位、男子20キロ64位、また男子12.5キロ追い抜きでは37位の成績を残した。トリノでも男子リレー4×7.5キロの代表として出場し、1時間25分15秒6の記録で12位となった。
2007年1月30日、長春冬季アジア大会男子10キロに出場し、射撃で全弾命中の結果を残し優勝を飾った。2009年12月スロベニア・ポクリュカにおいて開催されたワールドカップ10kmスプリントでは、射撃で全弾命中の結果を残し10位に入った。2010年バンクーバーオリンピックの日本代表出場枠はトリノでの男女10名から男女1名ずつに減枠されたが、これを仕留めて3大会連続となる日本代表に選出された。
2010年2月14日、バンクーバーオリンピックバイアスロン男子10キロスプリントに出場し68位。2月18日、男子20キロでは射撃に精彩を欠き83位となった。
2014年ソチオリンピック出場を決める。オリンピック4回出場は、日本のバイアスロン選手では最多。2014年2月13日、男子10kmスプリントに出場し、84位でゴール。試合後、今季限りの引退を表明、今後は指導者としての道を歩むとしている。2014年3月8日、引退会見を開き、正式に引退を表明した。

## 主な成績
- 井佐英徳 - Olympedia（英語） 参照

### 冬季オリンピック
- IN:個人、SP:スプリント、PU:パシュート、MS:マススタート、RL:リレー、MR:混合リレー

| 大会                    | IN   | SP   | PU   | MS | RL   | MR |
| ----------------------- | ---- | ---- | ---- | -- | ---- | -- |
| 2002 ソルトレイクシティ | 44位 | 62位 | -    | -  | 13位 | -  |
| 2006 トリノ             | 64位 | 40位 | 37位 | -  | 12位 | -  |
| 2010 バンクーバー       | 83位 | 68位 | -    | -  | -    | -  |
| 2014 ソチ               | 84位 | 71位 | -    | -  | -    | -  |

### バイアスロン・ワールドカップ
- 最高成績 10位（2009年12月9日  スロベニアPokljuka大会 10kmスプリント）

### アジア冬季競技大会
| 大会                       | IN  | SP | RL |
| -------------------------- | --- | -- | -- |
| 2007年長春                 | 銀  | 金 | 銅 |
| 2011年アスタナ・アルマトイ | 8位 | -  | 銀 |

## 参考資料・外部リンク
- JOC ソルトレイクシティオリンピック日本代表選手団プロフィール - 井佐 英徳
- JOC トリノオリンピック日本代表選手団プロフィール - 井佐 英徳
- JOC バンクーバーオリンピック日本代表選手団プロフィール - 井佐 英徳
- YOMIURIONLINE - バンクーバー五輪 バイアスロン 写真特集
- biathlon.com - Personal data ISA Hidenori